# Rouven Sattelmaier
Rouven Kai Sattelmaier (* 7. August 1987 in Ludwigsburg) ist ein ehemaliger deutscher Fußballtorwart und heutiger -trainer.

## Karriere
Sattelmaier begann mit dem Fußballspielen beim TSV Affalterbach, einem Sportverein im Landkreis Ludwigsburg. Er spielte in den Jugendabteilungen des VfB Stuttgart, des SGV Freiberg und der Stuttgarter Kickers. Im Jahre 2005 folgte der Wechsel zum SSV Jahn Regensburg, für dessen U-19-Mannschaft er bis Juni 2006 und anschließend bis 2007 für dessen zweite Mannschaft spielte. Sein Debüt in der Profimannschaft gab er in der Regionalliga Süd am 31. Mai 2008 (34. Spieltag) bei der 0:2-Niederlage im Heimspiel gegen den FSV Frankfurt. In der Folgesaison absolvierte er in der neu geschaffenen 3. Liga 27 Einsätze und avancierte – nach einer im November 2008 erlittenen Verletzung von Stammtorhüter Bastian Becker – zum ersten Torwart im Profikader.
Zur Saison 2010/11 verpflichtete ihn der FC Bayern München für seine zweite Mannschaft. Sattelmaier gehörte außerdem als dritter Torhüter der ersten Mannschaft an. Zur Saison 2011/12 wurde er von Maximilian Riedmüller verdrängt; seitdem war er der Ersatztorwart der zweiten Mannschaft und die Nummer vier im Profikader. Nach zwei Spielzeiten endete seine Zeit beim FC Bayern zum Saisonende 2011/12; für die erste Mannschaft war er nur in Testspielen zum Einsatz gekommen. Zum 1. Januar 2013 verpflichtete ihn der 1. FC Heidenheim. In zwei Spielzeiten kam er in 13 Punktspielen zum Einsatz. Zur Saison 2015/16 wechselte er zu den Stuttgarter Kickers, für deren Jugendabteilung er früher aktiv gewesen war. Sein Debüt für die Stuttgarter in der 3. Liga gab er am 23. August 2015 (3. Spieltag) beim torlosen Unentschieden im Heimspiel gegen den VfR Aalen.
Im Sommer 2016 wechselte Sattelmaier zum englischen Drittligisten Bradford City, bei dem er einen bis zum 30. Juni 2017 laufenden Vertrag unterzeichnete. Sein Pflichtspieldebüt gab er am 30. August 2016 im Spiel um die Football League Trophy, dem Pokalwettbewerb der Football League, beim 1:0-Sieg im Gruppenspiel gegen die U-23-Auswahl von Stoke City. Sein Ligadebüt gab er am 12. November 2016 (17. Spieltag) beim 4:0-Sieg im Heimspiel gegen den Rochdale AFC.
Am 13. August 2018 unterschrieb Sattelmaier einen bis Juni 2019 gültigen Vertrag beim SV Darmstadt 98 in der 2. Liga. Nach dem Klassenerhalt im Frühjahr 2019 wurde der auslaufende Vertrag des Torhüters, der ohne Einsatz geblieben war, nicht verlängert; verletzungsbedingt beendete der Torhüter anschließend auch seine Spielerlaufbahn.

## Nach der aktiven Karriere
Nach Ende seiner aktiven Karriere unterschrieb Sattelmaier im Sommer 2019 einen Einjahresvertrag beim Drittligisten SG Sonnenhof Großaspach. Dort trat er die Nachfolge David Yelldells als Torwarttrainer an.

## Auszeichnungen
- Spieler des Monats 3. Liga im Dezember 2008
- Top-Spieler der 3. Liga 2008/09 (Ehrung durch das Sportmagazin kicker)
- Regensburgs Sportler des Jahres 2009